# Opsilia tenuilinea
Opsilia tenuilinea är en skalbaggsart som först beskrevs av Leon Fairmaire 1877.  Opsilia tenuilinea ingår i släktet Opsilia och familjen långhorningar. Inga underarter finns listade i Catalogue of Life.